# Viskla
Viskla – wieś w Estonii, w prowincji Harju, w gminie Kose.